# Isola (Tizzano Val Parma)
Isola è una frazione del comune di Tizzano Val Parma, in provincia di Parma.
La località dista 3,98 km dal capoluogo.

## Geografia fisica
Isola sorge alla quota di 419 m s.l.m., sul versante destro della Val Parma.

## Origini del nome
Il toponimo della località ha origine dal latino Insula, col significato di "fattoria isolata" o "luogo circondato dalle acque"; in epoca altomedievale il borgo era probabilmente accerchiato dal torrente Parma.

## Storia
Il centro abitato fu fondato in epoca altomedievale; la più antica testimonianza della sua esistenza risale forse al 927, quando un'Insula fu menzionata, insieme alla non lontana Mattaleto, in un privilegio emanato dal re d'Italia Ugo di Provenza in favore dei canonici di Berceto. Il borgo della Val Parma fu sicuramente citato alcuni decenni dopo, il 10 ottobre 999, in un documento notarile relativo alla vendita di alcuni terreni situati ad Antesica e nelle località dei dintorni.
Nel 1015 fu nominata per la prima volta la cappella a servizio della località, che fu menzionata nuovamente il 3 gennaio 1092 in un testamento.
In quel periodo i benedettini dell'abbazia di San Giovanni Evangelista di Parma, dai quali dipendeva il luogo di culto di Isola, regimentarono il corso del torrente, unendo il centro abitato alla sponda destra e ricavando un lembo di terra coltivabile.
Nel 1438 il duca di Milano Filippo Maria Visconti riconobbe una serie di esenzioni ai borghi Albazzano, Isola e Anzolla, appartenenti a Jacopo Terzi, figlio di Ottobuono, in riconoscimento della sua lealtà; tuttavia, dopo la confisca di quelle terre, nel 1450 il nuovo duca Francesco Sforza ordinò agli abitanti di Albazzano, Isola, Anzolla e Pietta di assoggettarsi alla città di Parma.

## Monumenti e luoghi d'interesse

### Chiesa dell'Assunzione di Maria Vergine

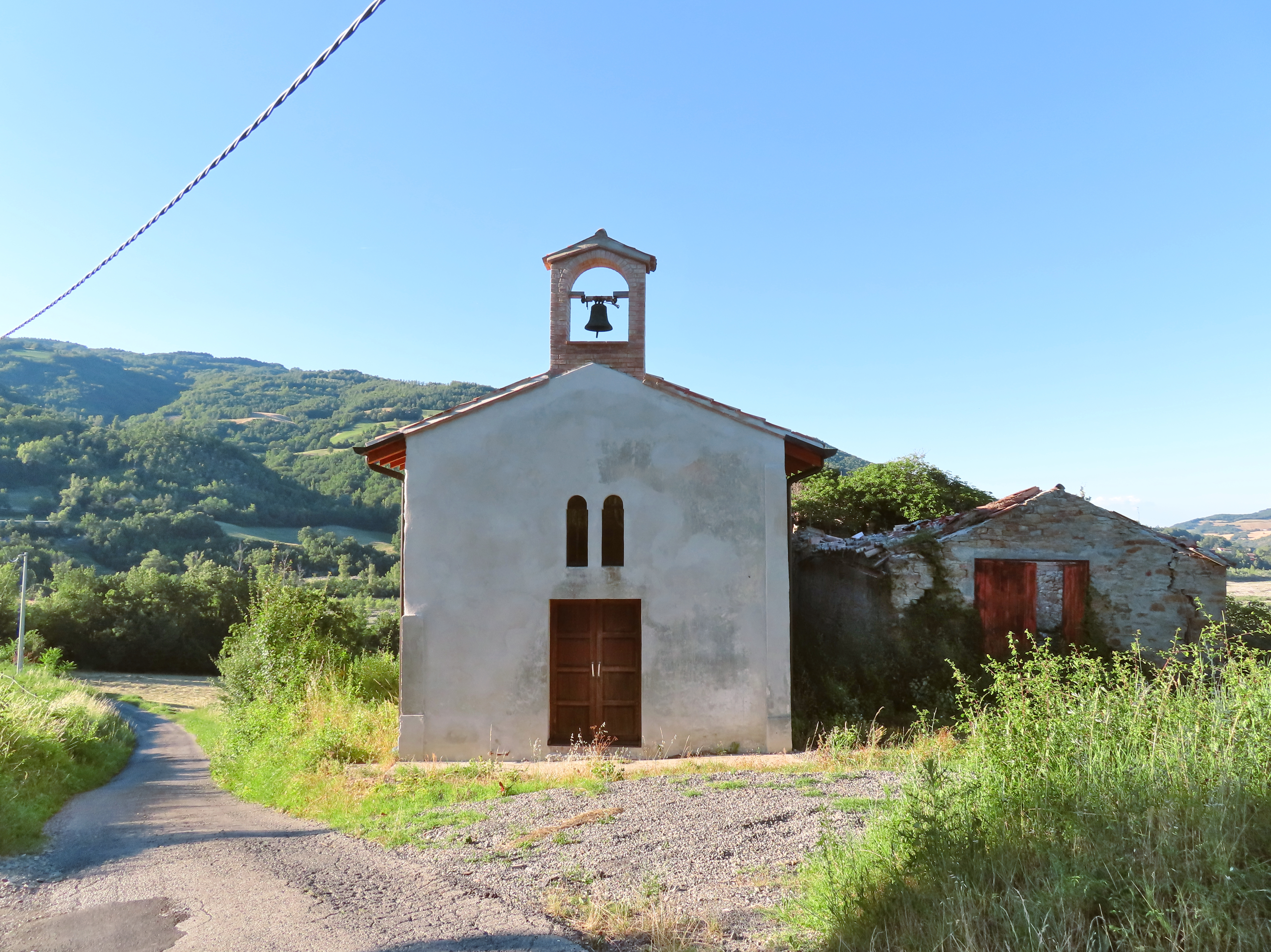
Chiesa dell'Assunzione di Maria Vergine

Menzionata per la prima volta nel 1015, la cappella originaria cadde in rovina nel XV secolo; risistemata in seguito, fu elevata a sede parrocchiale autonoma nel 1583; ricostruita nel 1930, fu completamente ristrutturata tra il 2018 e il 2023. Il piccolo edificio, sviluppato su una pianta a navata unica, presenta una semplice facciata a capanna, coronata da un campanile a vela centrale.